# Azərmarka

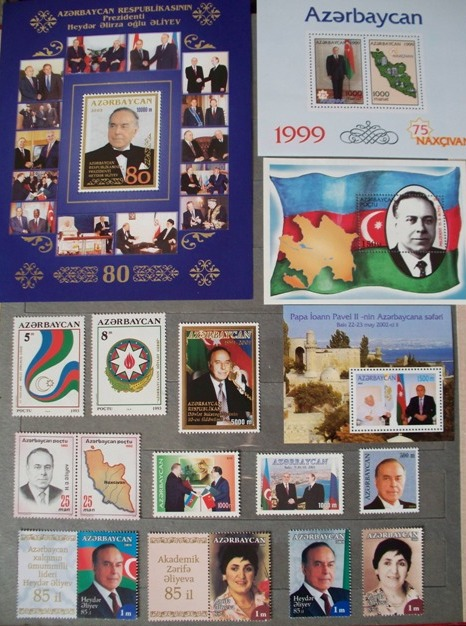
Продукція «Азермарки» — поштові марки й блоки Азербайджану

Азерма́рка (азерб. Azərmarka) — державна компанія Азербайджану, що відповідає за виробництво і розповсюдження поштових марок та інших знаків поштової оплати країни.

## Опис
Починаючи з 1992 року «Азермарка» випускає безліч стандартних і коммеморативних марок, що відображають загальну і місцеву філателістичну тематику. Компанія також видає конверти першого дня і цілісні речі.
Не слід плутати цю компанію з поштовою компанією Азербайджану, «Azərpoçt», що є окремою організацією.